# Red Tape Machine
Red Tape Machine è l'unico album degli Anonima Sound Ltd., pubblicato dalla Arcobaleno nel 1972.

## Tracce
Musiche, testi e arrangiamenti: Anonima Sound Ltd.
Lato A
1. The Red Tape Machine – 5:24
2. The Last Debutante – 5:12
3. Window on the City – 4:10
4. Metro Song – 4:57

Durata totale: 19:43
Lato B
1. Dog's Life – 4:13
2. Triangle – 7:00
3. Freedom – 3:19
4. The Roofer – 4:34

Durata totale: 19:06

## Musicisti
- Lorenzo Piattoni - tastiera
- Richard Ingersoll - flauto, voce
- Massimo Meloni - chitarra, voce
- Lamberto Clementi - chitarra
- Piero Cecchini - basso, voce
- Ivan Graziani - basso
- Velio Gualazzi - batteria

Collaboratori
- Peter Dobson - chitarra
- Claudine Reiner - percussioni, voce

Note aggiuntive
- Velio Gualazzi - produzione artistica
- A. Trevisan - tecnico del suono